# 埃尔克什基内站
埃尔克什基内站是拉脱维亚文茨皮尔斯-图库姆斯铁路线上的一座铁路车站，车站建于1927年并于当年投入使用。